# Fireball Roberts 200 1964
Fireball Roberts 200 1964 var ett stockcarlopp ingående i Nascar Grand National Series (nuvarande Nascar Cup Series) som kördes 10 juli 1964 på den 0,5 mile (804,672 m) långa ovalbanan Old Bridge Stadium i Old Bridge Township i New Jersey. Totalt avverkades 100 miles (160,934 km) fördelat på 200 varv. Banunderlaget var asfalt. Loppet vanns av Billy Wade i en Mercury på tiden 1:12.12 körande för Bud Moore Engineering. Wades snitthastighet uppgick till 73,891 mph. Han var vid målgång ensam förare på ledarvarvet, ett varv före tvåan Ned Jarrett. Prispotten uppgick till 4 740 dollar, varav 1 000 dollar gick till segraren.
Loppet är uppkallat efter stockcarföraren Fireball Roberts som brännskadades svår vid en olycka på Charlotte Motor Speedway 24 maj 1964. Han avled i sviterna av olyckan på Charlotte Memorial Hospital 2 juli samma år.

## Resultat
| Plc     | Nr | Förare               | Team/ bilägare        | Konstruktör | Start | Varv | Ledda varv |
| ------- | -- | -------------------- | --------------------- | ----------- | ----- | ---- | ---------- |
| 1       | 1  | Billy Wade           | Bud Moore Engineering | Mercury     | 1     | 200  | 60         |
| 2       | 11 | Ned Jarrett          | Bondy Long            | Ford        | 4     | 199  | 0          |
| 3       | 43 | Richard Petty        | Petty Enterprises     | Plymouth    | 3     | 198  | 55         |
| 4       | 54 | Jimmy Pardue         | Burton-Robinson       | Plymouth    | 5     | 195  | 0          |
| 5       | 6  | David Pearson        | Owens Racing          | Dodge       | 2     | 193  | 85         |
| 6       | 45 | LeeRoy Yarbrough     | Louis Weathersbee     | Plymouth    | 6     | 192  | 0          |
| 7       | 64 | Elmo Langley         | John Berejoski        | Ford        | 19    | 190  | 0          |
| 8       | 9  | Roy Tyner            | Roy Tyner             | Chevrolet   | 12    | 184  | 0          |
| 9       | 34 | Wendell Scott        | Scott Racing          | Ford        | 8     | 182  | 0          |
| 10      | 31 | Al White             | Al White              | Ford        | 21    | 177  | 0          |
| 11      | 88 | Neil Castles         | Buck Baker Racing     | Chrysler    | 10    | 177  | 0          |
| 12      | 49 | Doug Moore           | GC Spencer Racing     | Chevrolet   | 13    | 157  | 0          |
| 13      | 01 | Wally Dallenbach Sr. | Curtis Crider         | Mercury     | 14    | 142  | 0          |
| 14      | 55 | Earl Brooks          | Scott Racing          | Chevrolet   | 16    | 90   | 0          |
| 15      | 02 | Curtis Crider        | Curtis Crider         | Mercury     | 15    | 42   | 0          |
| 16      | 71 | James Hylton         | Bondy Long            | Ford        | 7     | 22   | 0          |
| 17      | 41 | Lee Petty            | Petty Enterprises     | Plymouth    | 17    | 19   | 0          |
| 18      | 68 | Bob Derrington       | Bob Derrington        | Ford        | 11    | 18   | 0          |
| 19      | 60 | Doug Cooper          | Bob Cooper            | Ford        | 9     | 15   | 0          |
| 20      | 16 | Darel Dieringer      | Bud Moore Engineering | Mercury     | 18    | 11   | 0          |
| 21      | 03 | Buddy Baker          | Fox Racing            | Dodge       | 20    | 7    | 0          |
| 22      | 10 | Bernard Alvarez      | Bernard Alvarez       | Ford        | 22    | 1    | 0          |
| Källor: |    |                      |                       |             |       |      |            |